# Sport in 2004
Dit artikel is een samenvatting van de belangrijkste sportfeiten uit het jaar 2004.

## Olympische Zomerspelen
De 28e Olympische Zomerspelen 2004 zijn gehouden in Athene, de hoofdstad van Griekenland van 13 tot 29 augustus. Een recordaantal van 202 landen nam deel aan de Spelen.

### Overzicht per sport
Zie Olympische Zomerspelen 2004 voor een compleet overzicht, met onder andere overzichten per tak van sport

### Medaillespiegel
Voor een complete lijst zie Volledige medaillespiegel.
| Plaats | Land             | NOC | Goud | Zilver | Brons | Totaal |
| ------ | ---------------- | --- | ---- | ------ | ----- | ------ |
| 1      | Verenigde Staten | USA | 35   | 39     | 27    | 101    |
| 2      | China            | CHN | 32   | 17     | 14    | 63     |
| 3      | Rusland          | RUS | 18   | 26     | 18    | 62     |
| 4      | Australië        | AUS | 17   | 16     | 16    | 49     |
| 5      | Japan            | JPN | 16   | 9      | 12    | 37     |
| 6      | Duitsland        | GER | 13   | 16     | 20    | 49     |
| 7      | Frankrijk        | FRA | 11   | 9      | 13    | 33     |
| 8      | Italië           | ITA | 10   | 11     | 11    | 32     |
| 9      | Zuid-Korea       | KOR | 9    | 12     | 9     | 30     |
| 10     | Groot-Brittannië | GBR | 9    | 9      | 13    | 31     |
| 18     | Nederland        | NED | 4    | 9      | 9     | 22     |
| 51     | België           | BEL | 1    | 0      | 2     | 3      |

### Nederlandse medaillewinnaars
Goud
- Paardensport (Dressuur individueel): Anky van Grunsven
- Wielrennen (Individuele tijdrit dames): Leontien van Moorsel
- Zwemmen (Heren 100m vrije slag): Pieter van den Hoogenband
- Zwemmen (Dames 50m vrije slag): Inge de Bruijn

Zilver
- Wielrennen (Heren 200m sprint): Theo Bos
- Badminton (Dames enkelspel): Mia Audina
- Judo (Dames tot 70 kg): Edith Bosch
- Roeien (Heren acht)
- Zwemmen (Heren 200m vrije slag): Pieter van den Hoogenband
- Zwemmen (Heren 4x100m vrije slag)
- Zwemmen (Dames 100m vrije slag): Inge de Bruijn
- Hockey (Dames)
- Hockey (Heren)

Brons
- Wielrennen (Individuele achtervolging dames): Leontien Zijlaard-van Moorsel
- Judo (Heren tot 90 kg): Mark Huizinga
- Judo (Heren boven 100 kg): Dennis van der Geest
- Judo (Dames tot 57 kg): Deborah Gravenstijn
- Roeien (Dames lichte dubbel-twee): Kirsten van der Kolk, Marit van Eupen
- Roeien (Dames acht)
- Zwemmen (Dames 100m vlinderslag): Inge de Bruijn
- Zwemmen (Dames 4x100 vrije slag)
- Wielrennen (Heren mountainbike): Bart Brentjens

### Belgische medaillewinnaars
Goud
- Tennis - Justine Henin

Brons
- Wielrennen (Wegwedstrijd heren) - Axel Merckx
- Judo (Dames tot 52 kg) - Ilse Heylen

## Paralympische Spelen
De Paralympische Spelen van 2004 werden gehouden in Athene en duurden van 17 tot 28 september. Nederland nam deel met 96 atleten, België met 26.
Medaillespiegel
| Positie | Land                | Goud | Zilver | Brons | Totaal |
| ------- | ------------------- | ---- | ------ | ----- | ------ |
| 1.      | China               | 63   | 46     | 32    | 141    |
| 2.      | Verenigd Koninkrijk | 35   | 30     | 29    | 94     |
| 3.      | Canada              | 28   | 19     | 25    | 72     |
| 4.      | Verenigde Staten    | 27   | 22     | 39    | 88     |
| 5.      | Australië           | 26   | 38     | 36    | 100    |
| 27.     | Nederland           | 5    | 11     | 12    | 28     |
| 36.     | België              | 3    | 2      | 2     | 7      |

Gouden medailles behaald door Nederlandse atleten
- Kenny van Weeghel (atletiek, 400m wheelen T54)
- Esther Vergeer (rolstoeltennis, vrouwen enkelspel)
- Vergeer/Smit (rolstoeltennis, vrouwen dubbelspel)
- Robin Ammerlaan (rolstoeltennis, mannen enkelspel)
- Last/Heijnen (tafeltennis, mannen dubbel)

Gouden medailles behaald door Belgische atleten
- Mathieu Loicq (tafeltennis, klasse 8)
- Ledoux/Loicq/Vergeylen (tafeltennis, klasse 8)
- Dirk Boon (wielrennen, tijdrit klasse CP/div.1-2)

## Autosport
- Formule 1 in 2004
- Indianapolis 500 in 2004
- Wereldkampioenschap rally in 2004

## Darts
- januari - Andy Fordham wint het Lakeside-toernooi (de voormalige Embassy) en mag zich officieus wereldkampioen noemen.

## Handbal
- Europees kampioenschap mannen

 Duitsland
- Europees kampioenschap vrouwen

 Noorwegen

## Hockey
- 20 mei - 's-Hertogenbosch - Op Hemelvaartsdag winnen de hockeysters van Hockeyclub 's-Hertogenbosch, aangevoerd door recordinternational Mijntje Donners, voor de zevende keer op rij de landstitel in de vrouwenhoofdklasse. In de finale van de play-offs wordt Amsterdam voor de tweede keer met 3-1 verslagen.
- 22 mei - Amstelveen - Amsterdam prologeert ten koste van HC Bloemendaal de landstitel in de mannenhoofdklasse en voorziet afzwaaiend coach Jim Irvine zo van een passend afscheid.
- 31 mei - Barcelona - De hockeysters van Hockeyclub 's-Hertogenbosch winnen voor de vijfde keer op rij de Europa Cup I. Bij de mannen komt Amsterdam niet verder dan de derde plaats.
- 26 augustus - Athene - Niet het favoriet geachte Nederland maar Duitsland wint de gouden medaille bij de Olympische Spelen. De hockeysters van bondscoach Markus Weise verslaan de Nederland in de finale met 2-1.
- 27 augustus - Athene - In navolging van de vrouwen verliezen ook de mannen in de finale van de Olympische Spelen. Australië wint voor het eerst in de geschiedenis de olympische titel dankzij een golden goal van Jamie Dwyer: 1-2.
- 20 september - Utrecht - Roelant Oltmans, al eerder actief als coach van de Nederlandse mannenhockeyploeg, wordt op het bondsbureau gepresenteerd als de opvolger van interim-bondscoach Terry Walsh. Tevens treedt de nu nog bondscoach van Pakistan bij de Koninklijke Nederlandse Hockey Bond per 1 januari 2005 in dienst als technisch directeur.
- 14 november - Rosario - Door een 2-0-overwinning op olympisch kampioen Duitsland wint de Nederlandse vrouwenhockeyploeg in Argentinië voor de derde keer in de geschiedenis de Champions Trophy.
- 12 december - Lahore - Titelverdediger Nederland verliest in de finale van de strijd om de Champions Trophy met 4-2 van Spanje, dat onder leiding staat van de voormalige bondscoach van Nederland: Maurits Hendriks.

## Judo
Nederlandse kampioenschappen
Mannen
– 60 kg — Ruben Houkes
– 66 kg — Bryan van Dijk
– 73 kg — Henri Schoeman
– 81 kg — Guillaume Elmont
– 90 kg — Mark Huizinga
–100kg — Rogier Smulders
+100kg — Dennis van der Geest
Vrouwen
–48 kg — Glynis Rojot
–52 kg — Shareen Richardson
–57 kg — Deborah Gravenstijn
–63 kg — Daniëlle Vriezema
–70 kg — Edith Bosch
–78 kg — Miranda van den Broek
+78 kg — Carola Uilenhoed

## Motorcross
- Motorcross

MX1
Coureurs:  Stefan Everts
Constructeur:  Yamaha
MX2
Coureurs:  Ben Townley
Constructeur:  KTM
MX3
Coureurs:  Yves Demaria
Constructeur:  KTM
Motorcross der Naties
- Land + coureurs:  België (Stefan Everts, Steve Ramon, Kevin Strijbos)

## Rugby Union
- 15 februari - Castricum - Castricum wordt Nederlands kampioen rugby.
- 15 maart - Amsterdam - Castricum verslaat Den Haag in de Nederlandse bekerfinale met 30-11.
- 27 maart - Parijs - Voor de achtste keer in de geschiedenis van het Zeslandentoernooi voor mannen legt Frankrijk beslag op de zogeheten Six Nations Trophy door alle duels winnend af te sluiten. In de laatste speelronde winnen Les Bleus met 24-21 van titelverdediger Engeland.

## Schaatsen
- 4 januari - Erben Wennemars en Marianne Timmer worden Nederlands kampioen sprint
- 11 januari - Anni Friesinger uit Duitsland wordt in Thialf voor de vierde maal Europees Kampioen schaatsen. Bij de mannen wint Mark Tuitert de titel met een wereldrecord punten. Ook de plaatsen twee tot en met vier worden door Nederlandse schaatsers bezet.
- 18 januari - Voor het eerst in de geschiedenis wordt een Nederlandse schaatsster wereldkampioen op de sprint (Marianne Timmer). Bij de mannen wordt Erben Wennemars wereldkampioen.
- 24 januari - In Oostenrijk worden Daniëlle Bekkering en Peter de Vries Nederlands kampioen marathonschaatsen op natuurijs.
- 8 februari - Voor het eerst sinds 1974 wordt een Nederlandse vrouw, Renate Groenewold, wereldkampioen allround. Voor het eerst sinds 1994 wordt geen Nederlandse man wereldkampioen. De Amerikaan Chad Hedrick wint verrassend.

## Tennis
Grand Slam-kampioenen
- Mannen:
  - Australian Open - Roger Federer (Zwitserland) wint van Marat Safin (Rusland)
  - Roland Garros - Gastón Gaudio (Argentinië) wint van Guillermo Coria (Argentinië)
  - Wimbledon - Roger Federer (Zwitserland) wint van Andy Roddick (Verenigde Staten)
  - US Open - Roger Federer (Zwitserland) wint van Lleyton Hewitt (Australië)
- Vrouwen:
  - Australian Open - Justine Henin-Hardenne (België) wint van Kim Clijsters (België)
  - Roland Garros - Anastasia Myskina (Rusland) wint van Jelena Dementjeva (Rusland)
  - Wimbledon - Maria Sjarapova (Rusland) wint van Serena Williams (Verenigde Staten)
  - US Open - Svetlana Kuznestova (Rusland) wint van Jelena Dementjeva (Rusland)

Masters-kampioenen
- Mannen: Roger Federer (Zwitserland)
- Vrouwen: Maria Sjarapova (Rusland)
- 8 januari - Greg Rusedski maakt bekend betrapt te zijn op het gebruik van nandrolon.
- 30 januari - Melbourne - Justine Henin heeft voor het eerst in haar carrière de Australian Open gewonnen. De als eerste geplaatste Belgische haalde het in de finale van dit eerste grandslamtoernooi van het jaar in drie sets (6-3, 4-6 en 6-3 in één uur en 46 minuten) van Kim Clijsters (WTA 2).
- 2 februari - Roger Federer lost Andy Roddick na dertien weken af als nummer één op de wereldranglijst der tennisprofessionals.
- 8 februari - Het Nederlandse Davis Cup-team wint met 4-1 van Canada. De enige verloren wedstrijd, het herendubbel, betekent het einde van de carrière van Paul Haarhuis die moet opgeven vanwege een zware schouderblessure.
- Amersfoort - De Nederlander Martin Verkerk wint zijn tweede enkeltitel. Op het gravel van Amersfoort is hij in de finale te sterk voor de Chileen Fernando González.
- 12 september - De Zwitser Roger Federer wint zijn derde grandslamtitel van het seizoen op de US Open. Hij verslaat in de finale met groot machtsvertoon de Australische nummer vier van de plaatsingslijst, Lleyton Hewitt: 6-0, 7-6 (3) en 6-0.
- 13 september - De Française Amélie Mauresmo wordt de nieuwe nummer-één in het vrouwentennis. Ze volgt daarbij de Belgische Justine Henin-Hardenne op en is daarmee de veertiende vrouw (en eerste Française) die in die opzet slaagt. Wel moet ze met Kim Clijsters een treurig record delen: ze zijn de enige nummers één, die nog nooit een grandslamtoernooi wisten te winnen.

## Triatlon
Wereldkampioenschappen
- Mannen

 Bevan Docherty ( NZL)
 Iván Raña ( ESP)
 Dmitriy Gaag ( KAZ)
- Vrouwen

 Sheila Taormina ( USA)
 Loretta Harrop ( AUS)
 Laura Bennett ( USA)

## Voetbal
- 3 juni - De Graafschap keert na een jaar afwezigheid terug in de eredivisie door in de nacompetitie te winnen van Heracles, Excelsior en FC Volendam. Een week eerder wist Vitesse zich op dezelfde manier te handhaven in de eredivisie door winst op VVV, Sparta Rotterdam en Helmond Sport
- 22 juni - KV Mechelen is de (replica van de) Europacup 2 beker kwijt. Boze tongen beweren dat hun toenmalige trainer Aad de Mos de cup meegenomen heeft. Anderen houden hun verdenking bij een (ex)speler van de club.
- 4 juli - Griekenland wint het EK voetbal door in de finale gastland Portugal met 1-0 te verslaan. Nooit eerder won Griekenland zelfs maar een wedstrijd bij een EK of een WK.
- FC Utrecht staat voor de derde achtereenvolgende keer in de finale van de Amstelcup. Utrecht wint de Amstelcup door een 1-0-overwinning op FC Twente.
- Voetbal in Nederland:
  - Eredivisie - PSV
  - Eerste divisie - FC Den Bosch
  - KNVB beker - FC Utrecht

## Wielrennen

### Op de weg
- Damiano Cunego wint de Giro d'Italia.
- Roberto Heras wint de Ronde van Spanje.
- Óscar Freire wordt in Verona wereldkampioen.
- Leontien Zijlaard-van Moorsel wint de individuele tijdrit op de Olympische Spelen.

### Op de baan
- Theo Bos wordt wereldkampioen sprint.

## Overleden
- 25 januari – Miklós Fehér (24), Hongaars voetballer
- 25 januari – Fanny Blankers-Koen (85), Nederlands atlete en olympisch kampioene
- 14 februari – Marco Pantani (34), Italiaans wielrenner
- 4 april – Briek Schotte (84), Belgisch wielrenner
- 16 april – Frans Schoofs (65), Nederlands tafeltennisser
- 30 juni – Stive Vermaut (28), Belgisch wielrenner
- 20 september – Brian Clough (69), Engels voetbalcoach
- 20 september – Nordin Ben Salah (32), Nederlands-Marokkaans bokser
- 26 september – Tim Pauwels (23), Belgisch veldrijder
- 27 september – Pieter Jan Leeuwerink (41), Nederlands volleybalinternational
- 3 oktober – Frits van Turenhout (91), Nederlands (toto-)presentator
- 31 oktober – Willem Augustin (81), Nederlands schaker
- 2 november – Gerrie Knetemann (53), Nederlands wielrenner
- 6 december – Raymond Goethals (83), Belgisch voetbalcoach

## Sporter van het jaar
België
- Sportman: Stefan Everts
- Sportvrouw: Justine Henin-Hardenne
- Sportploeg: 4x100 m estaffeteam vrouwen
- Sportbelofte: Aagje Vanwalleghem
- Sportpersoonlijkheid: Kim Gevaert

Nederland
- Sportman: Pieter van den Hoogenband
- Sportvrouw: Leontien Zijlaard-van Moorsel
- Sportploeg - Estafetteploeg 4x100m vrije slag (Kenkhuis, Zastrow, Zwering, Van den Hoogenband)
- Gehandicapte sporter - Kenny van Weeghel
- Coach: Ton Boot
- Talent: Kai Reus

Europa
- Sportman:  Roger Federer
- Sportvrouw:  Kelly Holmes

Mondiaal
- Sportman:  Michael Schumacher
- Sportvrouw:  Annika Sörenstam
- Sportploeg:  Engels rugbyteam
- Gehandicapte sporter:  Earle Connor
- Nieuwkomer:  Michelle Wie
- Alternatieve sporter:  Layne Beachley,
- Comeback:  Hermann Maier
- Lifetime Achievement Award:  Arne Næss jr.

1965 · 1966 · 1967 · 1968 · 1969 · 1970 · 1971 · 1972 ·1973 · 1974 · 1975 · 1976 · 1977 · 1978 · 1979 · 1980 · 1981 · 1982 · 1983 · 1984 · 1985 · 1986 · 1987 · 1988 · 1989 · 1990 · 1991 · 1992 · 1993 · 1994 · 1995 · 1996 · 1997 · 1998 · 1999 · 2000 · 2001 · 2002 · 2003 · 2004 · 2005 · 2006 · 2007 · 2008 · 2009 · 2010 · 2011 · 2012 · 2013 · 2014 · 2015 · 2016 · 2017 · 2018 · 2019 · 2020 · 2021 · 2022 · 2023 · 2024 · 2025